# Schutz des Landschaftsraumes im Gebiet des Landkreises Roth - Südliches Mittelfränkisches Becken östlich der Schwäbischen Rezat und der Rednitz mit Vorland der Mittleren Frankenalb (LSG Ost)
Schutz des Landschaftsraumes im Gebiet des Landkreises Roth - Südliches Mittelfränkisches Becken östlich der Schwäbischen Rezat und der Rednitz mit Vorland der Mittleren Frankenalb (LSG Ost) (ID: LSG-00428.01) ist ein Landschaftsschutzgebiet in Bayern. Es erstreckt sich über eine Fläche von 25,34833 Quadratkilometer im mittelfränkischen Landkreis Roth.
Das Landschaftsschutzgebiet umfasst Teile des Südens des Mittelfränkischen Beckens entlang der Schwäbischen Rezat und der Rednitz. Unweit befindet sich das Landschaftsschutzgebiet Schutz des Landschaftsraumes im Gebiet des Landkreises Roth - Südliches Mittelfränkisches Becken westlich der Schwäbischen Rezat und der Rednitz mit Spalter Hügelland, Abenberger Hügelgruppe und Heidenberg (LSG West).
Das Landschaftsschutzgebiet liegt im Fränkischen Keuper-Lias-Land (11) innerhalb der naturräumlichen Haupteinheit Mittelfränkisches Becken (113).
Im Landschaftsschutzgebiet befinden sich u. a. die Naturschutzgebiete:
- Nordwestufer der Rothsee-Hauptsperre
- Stauwurzel des Rothsees
- Vogelfreistätte Schwarzachwiesen bei Freystadt